# Улдза
Улдза (Улз гол) (на монголски: Улз гол) е река в Североизточна Монголия. Най-долното ѝ течение се намира в Забайкалския край на Русия. Влива се в пресъхващото езеро Барун-Торей. С дължина 425 km и площ на водосборния басейн 26 900 km² река Улдза води началото си на 1107 m надморска височина от северния склон на възвишението Улдзей Сайхан Ула, крайно източно разклонение на планината Хентий. По цялото си протежение тече в североизточна посока предимно през степни равнини. В долното си течение (последните 60 km), в Торейската котловина на места пресъхва, разделя се на ръкави и завършва в пресъхващото езеро Барун-Торей на 596 m н.в. на руска територия. Основни притоци: Турген гол и Дучин гол (леви); Телийн гол (десен). Има предимно дъждовно подхранване, ниско пролетно пълноводие, което се обуславя от топенето на снеговете, епизодични лятно-есенни прииждания в резултат на поройни дъждове във водосборния ѝ басейн и ясно изразено зимно маловодие. Замръзва в края на октомври, а се размразява в средата на април, като на места замръзва до дъно. Водите ѝ се използват за водозахранване на животновъдните ферми, разположени по течението ѝ.